# Dicranomyia obtusiloba
Dicranomyia obtusiloba là một loài ruồi trong họ Limoniidae. Chúng phân bố ở vùng nhiệt đới châu Phi.